# USS S-36 (SS-141)
USS S-36 (SS-141) – amerykański okręt podwodny typu S-1 zwodowany 3 czerwca 1919 roku w stoczni Bethlehem Shipbuilding, przyjęty do służby w marynarce amerykańskiej 4 kwietnia 1923 roku. Okręt wziął udział w wojnie na Pacyfiku, podczas której przeprowadzając patrol rozbił się o skały. 